# Tyler Anbinder
Tyler Anbinder (né le 26 septembre 1962) est un historien américain, connu pour ses travaux sur la période précédant la guerre civile dans l'histoire des États-Unis.

## Livres
- Nativism and Slavery: The Northern Know Nothings and the Politics of the 1850s. New York : Oxford University Press, 1992. Lauréat, 1993, du prix Avery Craven de l'Organisation des historiens américains pour le livre le plus original sur l'avènement de la guerre civile, les années de guerre civile ou l'ère de la reconstruction[1],[2],[3]
- Five Points: The Nineteenth-Century New York City Neighborhood that Invented Tap Dance, Stole Elections, and Became the World's Most Notorious Slum. New York : Presse libre, 2001. Classé livre remarquable par le New York Times (2001) et l'un des « vingt-cinq livres à retenir » par la bibliothèque publique de New York (2001)[4]
- La cité des rêves. New York, une histoire de 400 ans Publié le 18 octobre 2016 par Houghton Mifflin Harcourt, (ISBN 9780544104655) Lauréat du prix d'histoire Mark-Lynton.